# ماگرا
ماگرا (به انگلیسی: Magra) رود‌ی به‌طول ۶۲ کیلومتر است که در ایتالیا جریان دارد.